# Гадсден застава
Гадсден застава је историјска америчка застава са жутим пољем које приказује дрвену звечарку намотану и спремну за удар. Испод звечарке су речи: „DONT TREAD ON ME“. Неке модерне верзије заставе укључују апостроф.
Застава је добила име по политичару Кристоферу Гадсдену (1724–1805), који ју је дизајнирао 1775. током Америчке револуције. Користили су је Континентални маринци као рану заставу. Његов дизајн прокламује асертивно упозорење на будност и спремност да се делује у одбрани од принуде. То је довело до тога да се повезује са идејама индивидуализма и слободе. Често се користи у Сједињеним Државама као симбол десно-либертаријанизма, класичног либерализма и сродних идеолошких праваца; за исказивање неповерења или пркос према властима и влади; а понекад је асоцирана за десничарским популизмом или крајње десничарском идеологијом.

## Појаве у популарној култури
Застава се више пута појављивала у популарној култури, посебно у постапокалиптичним причама.

### На филму и телевизији
- У апокалиптичној драми CBSС ТВ Џерико из 2006. године, застава је приказана неколико пута, посебно у финалу серије. Вршилац дужности градоначелника Џерикона скида заставу „Савезничких Држава Америке“, која је била на градској већници, и замењује је Гадсден заставом.[15]
- У неким епизодама ТВ серије Паркови и рекреација, канцеларија Рона Свонсона садржи Гадсден заставу.[16]
- Појављује се у У канцеларији у филму Мајкла Скота Тhreat Level Midnight.

### У музици
- Амерички хеви метал бенд Металика снимио је песму под називом Don't tread on me на свом истоименом петом студијском албуму, објављеном 1991. године. На омоту албума налази се тамно сива слика увијене звечарке попут оне која се налази на Гадсден застави.[17]